# A Sister's Love
A Sister's Love é um filme mudo norte-americano de 1912 em curta-metragem, do gênero drama, dirigido por D. W. Griffith e estrelado por Blanche Sweet.

## Elenco
- Wilfred Lucas
- Dorothy Bernard
- Blanche Sweet